# Петрон
Петро́н (Петре, греч. λίμνη Αμυνταίου ή λίμνη Πετρών) — озеро, пресноводный водоём на севере Греции, в восточной части периферийной единицы Флорина в периферии Западная Македония. На западном берегу расположена деревня Петре, к югу от озера — малый город Аминдеон.
Озеро расположено у подножия гор Ворас, неподалёку от города Аминдеон. Площадь его водной поверхности составляет около 12 квадратных километров. Находится на высоте 573 м над уровнем моря. Длина до 5,2 км, ширина — до 4,2 км. Собирает сток из озёр Зазари и Химадитис, имеет сток в озеро Вегоритис. Водно-болотные угодья важны для птиц, в тростниковых зарослях доминирует тростник обыкновенный. На мелководье растут водные растения: рдест, валлиснерия спиральная, наяда морская, уруть колосистая, горец земноводный и другие. Озеро и область входит в сеть охранных участков «Натура 2000». На берегах озёр Вегоритис и Петрон встречаются 162 вида птиц, из которых гнездятся 87, в том числе средиземноморский сокол. Встречается, но не воспроизводится в области орлан-белохвост. Важная область для воспроизводства и зимовки водоплавающих птиц, в том числе уток и гусей, и хищников. Воспроизводятся белоглазый нырок и малый баклан.